# Kỳ Liên Sơn

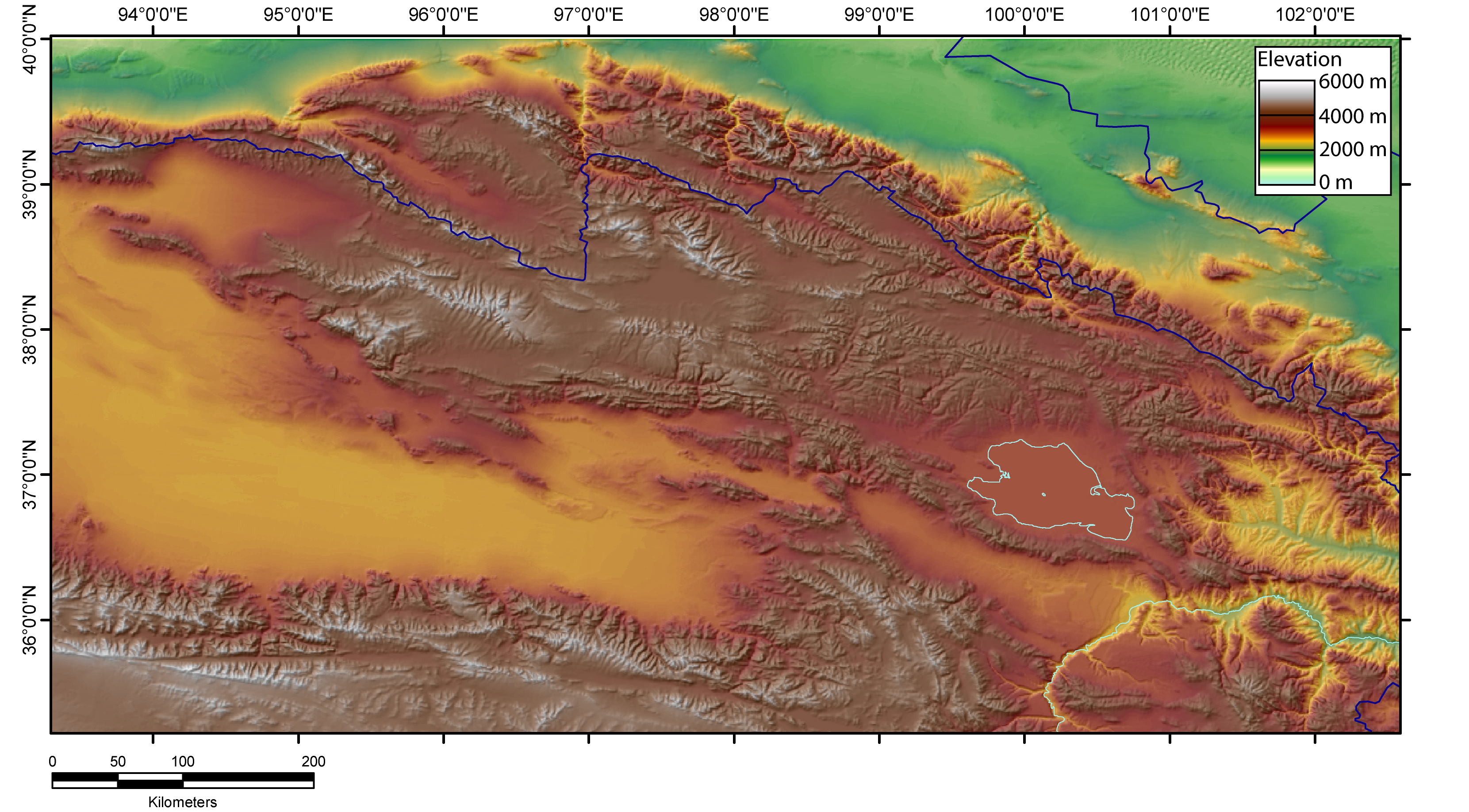
Dãy núi Kỳ Liên Sơn, Trung Quốc

Kỳ Liên Sơn (tiếng Trung: 祁连山; bính âm: Qílián Shān, còn gọi là Nam Sơn 南山 nghĩa là "dãy núi phía nam" khi nhìn từ hành lang Hà Tây của Con đường tơ lụa) là phần nằm ngoài ở phía bắc của dãy núi Côn Lôn, tạo thành ranh giới giữa các tỉnh Thanh Hải (phía đông bắc) và Cam Túc (phía tây), dài khoảng 1.000 km, rộng khoảng 200–300 km, độ cao trung bình đạt 4.000 m trên mực nước biển. Lượng giáng thủy hàng năm trong khoảng 250–600 mm. Nó là nơi bắt nguồn của sông Ngạch Tể Nạp (Hắc Hà).
Dãy núi này kéo dài từ khoảng 70 km về phía nam Đôn Hoàng và kéo dài khoảng 800-1.000 km và thấp dần về phía đông nam, tạo thành ranh giới phía tây của hành lang Cam Túc. Trước đây, người châu Âu gọi dãy núi này là dãy núi Richthofen theo tên của Ferdinand von Richthofen, một nhà địa lý và khoa học người Đức
Dãy núi được lấy tên theo đỉnh Kỳ Liên Sơn, nằm khoảng 60 km về phía nam Tửu Tuyền, tại tọa độ 39°12′B 98°32′Đ / 39,2°B 98,533°Đ, với độ cao tới 5.547 m, là ngọn núi cao nhất trong tỉnh Cam Túc. Nó là đỉnh cao nhất trong dãy núi chính, nhưng có 2 đỉnh cao hơn và xa hơn về phía nam, Cương Tắc Ngô Kết (岗则吾结) hay đỉnh Đoàn Kết (团结) tại tọa độ 38°30′B 97°43′Đ / 38,5°B 97,717°Đ với độ cao 5.808 m và 
Sài Đạt Mộc Sơn (柴达木山) tại tọa độ 38°2′B 95°19′Đ / 38,033°B 95,317°Đ với độ cao 5.759 m.
Dãy núi này kéo dài về phía tây như là dãy núi Anhĩ Kim Sơn với đỉnh A Nhĩ Kim Sơn cao 5.798 m. Về phía đông, nó vượt qua phía bắc hồ Thanh Hải và bồn địa Sài Đạt Mộc (Qaidam), kết thúc như là Đại Phản Sơn (大阪山) và Hưng Long Sơn gần Lan Châu, với đỉnh Miêu Mã Sơn (4.070 m) là phần nằm ngoài phía đông. Các đoạn của Vạn lý trường thành thời nhà Minh đi qua các sườn núi phía bắc của nó cũng như phía nam của phần nằm ngoài phương bắc là Long Châu Sơn (3.616 m).
Sử ký đề cập tới "Kỳ Liên Sơn hay Thiên Sơn" cùng với Đôn Hoàng như là vùng đất của người Nguyệt Chi. Tuy nhiên, rất có thể là tên gọi trong bộ sử này nói tới dãy núi khác, gọi là Thiên Sơn, khoảng 1.500 km xa hơn về phía tây, còn Đôn Hoàng là dãy núi được chứng thực như là Đôn Hoăng (敦薨) và Kỳ Liên (祁连) được nhận dạng như là cụm từ trong ngôn ngữ Hung Nô nghĩa là "thiên/trời" (chữ Hán: 天; bính âm: tiān) theo kiến giải của Nhan Sư Cổ (顏師古, 581-645), một người chú giải Sử ký sống trong thời kỳ thời nhà Đường.